# Шаллюк, Пауль
Пауль Шаллюк (нем. Schallück)(17 июня 1922 года, Варендорф — 29 февраля 1976 года, Кёльн) — немецкий писатель XX века.

## Биография
Пауль Шаллюк был сыном переплетчика и самодеятельного поэта из Варендорфа Генриха Шаллюка (1894—1972) и его жены Ольги (1901—1989), библиотекаря. Отец Пауля познакомился с его матерью в Сибири во время Первой мировой войны будучи военнопленным. Они бежали в 1920/1921 годы с большими приключениями через Китай и Индию.

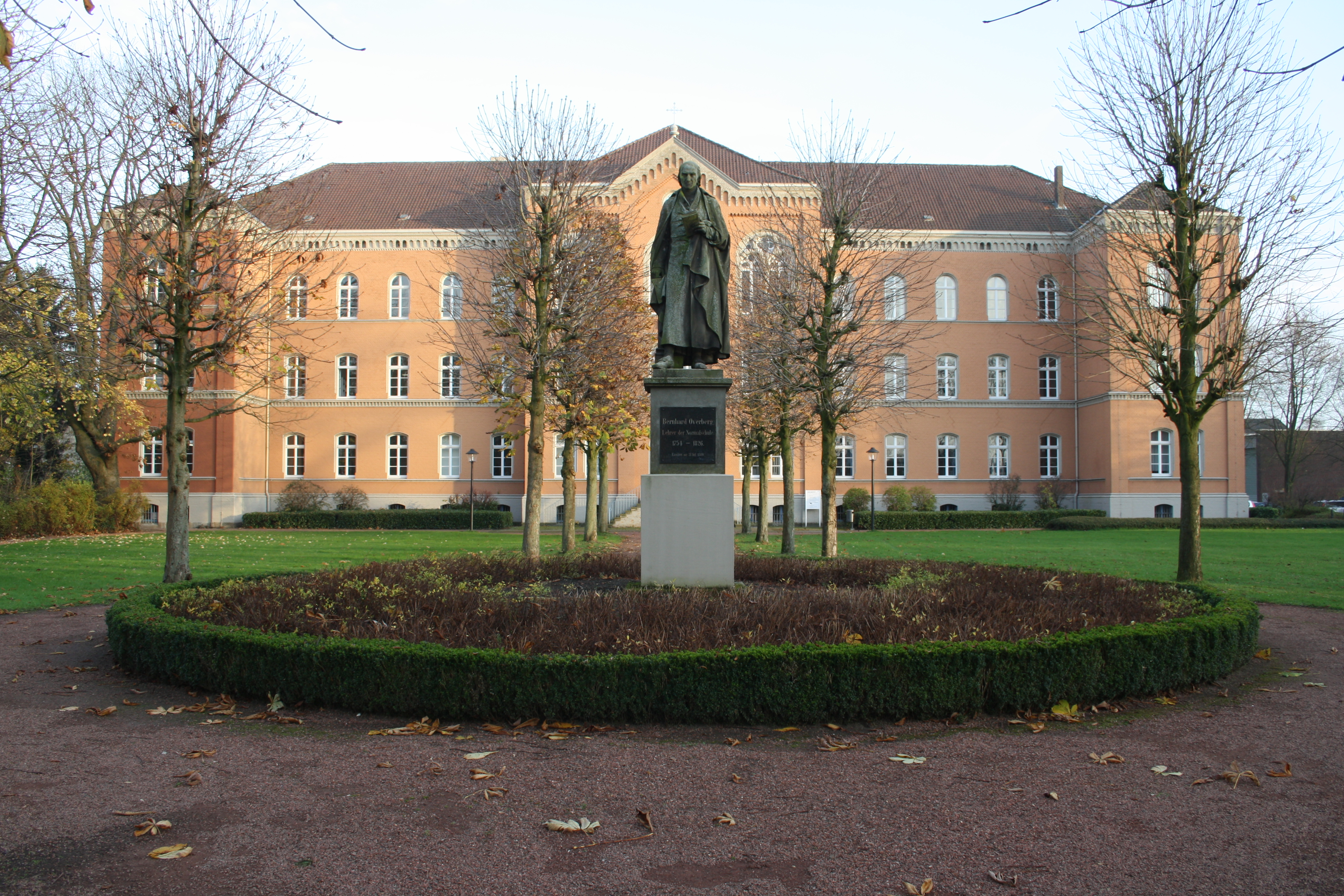
Здание гимназии Лаурентианум в Варендорфе

Будучи школьником, Пауль Шаллюк планировал стать миссионером. В течение шести лет он посещал монастырскую школу францискианцев в Бопарде и школу миссионеров Святого Сердца в Хильтрупе. Когда в начале 1940 года национал-социалисты закрыли гимназию миссионеров в Хильтрупе, Шаллюк вернулся в свой родной город и окончил гимназию Laurentianum (Св. Лаврентия). В это время он начал сочинять свои первые стихи.
Во время Второй мировой войны во Франции Шаллюк был тяжело ранен. После 1945 года изучал философию, германистику, историю искусств и театроведение в университетах Мюнхена и Кёльна, где печатался также как внештатный автор .
С 1949 по 1952 год Пауль Шаллюк был театральным критиком, после чего увлекся работой на радио. В его творчестве все больше места стала занимать проза.
Шаллок был одним из основателей и до 1962 года председателем «Germania Judaica», кельнской библиотеки по истории немецкого еврейства и активным членом «Общества христианско-еврейского сотрудничества». С 1972 года — главный редактор франко-немецкого журнала «Документы».
Пауль Шаллок был типичным представителем «четкой литературы» и занимался проблемами, связанными с последствиями Второй мировой войны на территории ранней Федеративной Республики. Он был членом группы 47, ПЕН — центра в Федеративной Республике Германии (международного литературного объединения) и Германской Академии языка и поэзии в Дармштадте .
Пауль Шаллюк скончался 29 февраля 1976 года. Похоронен на кладбище Мюнгерсдорф в Кёльне .
Мемориальная доска на доме в Варендорфе, где он родился, увековечивает память писателя.
Его именем назван большой зал «Театра на стене в Варендорфе» (Paul-Schallück-Saal).
В кельнском районе Зульц, как и в его родном городе Варендорфе, его именем названа улица.

## Награды
- 1953 Премия Фонда Цукмайера
- 1955 Приз Аннетт фон Дросте Хюльсхоф
- 1962 Литературная премия города Хагена
- 1973 Приз Нелли Сакс города Дортмунд

## Сочинения
- Если бы вы могли перестать лгать, Опладен 1951
- Прибытие в полночь, Франкфурт а. М. 1953 г.
- Невидимые ворота, Франкфурт а. М. 1954 г.
- Q 3 и главная улица, Штирштадт, Таунус, 1956 (вместе с Йенсом Баггесеном)
- Белые флаги в апреле, Мюнстер, 1956 г.
- Энгельберт Райнеке, Франкфурт а. М. [и др.] 1959 г.
- Например, Франкфурт а. М. 1962 г.
- Гонка против смерти, Бонн, 1963 г.
- Торжественное собрание, Штирштадт-им-Таунус, 1966 г.
- Лакрица и другие рассказы, Баден-Баден, 1966 г.
- Дон Кихот в Кельне, Франкфурт а. М. 1967 г.
- Лица, Берлин 1967
- Орден, Берлин 1967
- Карловарские пони, Баден-Баден 1968
- Против насилия и бесчеловечности, Кельн, 1969 г.
- В этой стране и в других местах, Вупперталь, 1974 г.
- Ваше пиво и мое пиво, Леверкузен, 1976
- Обратный отсчет до рая, Леверкузен, 1976
- Полное собрание сочинений, Кёльн
  - Том 1, Энгельберт Райнеке, 1976
  - Том 2, Дон Кихот в Кельне, 1977
  - Том 3, Если бы вы не могли перестать лгать, 1977
  - Том 4, полночь прибытия, 1977 г.
  - Том 5, Признания загрязнителя гнезда, 1977
- Момент!, Кельн 2003
- Уильям Шекспир : Троил и Крессида, Франкфурт-на-Майне 1970 г. Перевод П.Шаллюка